# Добротино
Добротино (мкд. Добротино) је насеље у Северној Македонији, у јужном делу државе. Добротино је насеље у оквиру општине Кавадарци.

## Географија
Добротино је смештено у јужном делу Северне Македоније. Од најближег већег града, Кавадараца, насеље је удаљено 18 km југозападно.
Насеље Добротино се налази у вишем делу области Тиквеш. Село се сместило на североисточним падинама планине Чаве. Источно од насеља протиче Црна река, која је у овом делу преграђена, па је образовано вештачко језеро, Тиквешко језеро. Насеље је положено на приближно 600 метара надморске висине. 
Месна клима је континентална. 

## Становништво
Добротино је према последњем попису из 2002. године имало 2 становника.
Већинско становништво у насељу су етнички Македонци (100%). 
Претежна вероисповест месног становништва је православље.